# Могой-Горхон
Мого́й-Горхо́н (бур. Могой Горхон — «змея-ручей») — улус в Тункинском районе Бурятии. Входит в сельское поселение «Хужиры».

## География
Расположен на речке Могой-Горхон (правый приток Иркута), на 122-м километре Тункинского тракта у западной окраины улуса Хужиры, в 4 км от центральной части села Кырен.

## Население
| 2002 | 2010 |
| ---- | ---- |
| 99   | ↘88  |